# Nainital
Nainital es una ciudad y  municipio situado en el distrito de Nainital,  en el estado de Uttarakhand (India). Su población es de 41377 habitantes (2011). Se encuentra a 285 km de Dehradun y a 345 km de Nueva Delhi, la capital del país.

## Demografía
Según el censo de 2011 la población de Nainital era de 41377 habitantes, de los cuales 21648 eran hombres y 19729 eran mujeres. Nainital tiene una tasa media de alfabetización del 92,93%, superior a la media estatal del 78,82%: la alfabetización masculina es del 96,09%, y la alfabetización femenina del 89,47%.

## Clima
| Parámetros climáticos promedio de Nainital (1961–1979, extremos 1953–1979) | Parámetros climáticos promedio de Nainital (1961–1979, extremos 1953–1979) | Parámetros climáticos promedio de Nainital (1961–1979, extremos 1953–1979) | Parámetros climáticos promedio de Nainital (1961–1979, extremos 1953–1979) | Parámetros climáticos promedio de Nainital (1961–1979, extremos 1953–1979) | Parámetros climáticos promedio de Nainital (1961–1979, extremos 1953–1979) | Parámetros climáticos promedio de Nainital (1961–1979, extremos 1953–1979) | Parámetros climáticos promedio de Nainital (1961–1979, extremos 1953–1979) | Parámetros climáticos promedio de Nainital (1961–1979, extremos 1953–1979) | Parámetros climáticos promedio de Nainital (1961–1979, extremos 1953–1979) | Parámetros climáticos promedio de Nainital (1961–1979, extremos 1953–1979) | Parámetros climáticos promedio de Nainital (1961–1979, extremos 1953–1979) | Parámetros climáticos promedio de Nainital (1961–1979, extremos 1953–1979) | Parámetros climáticos promedio de Nainital (1961–1979, extremos 1953–1979) |
| Mes                                                                        | Ene.                                                                       | Feb.                                                                       | Mar.                                                                       | Abr.                                                                       | May.                                                                       | Jun.                                                                       | Jul.                                                                       | Ago.                                                                       | Sep.                                                                       | Oct.                                                                       | Nov.                                                                       | Dic.                                                                       | Anual                                                                      |
| -------------------------------------------------------------------------- | -------------------------------------------------------------------------- | -------------------------------------------------------------------------- | -------------------------------------------------------------------------- | -------------------------------------------------------------------------- | -------------------------------------------------------------------------- | -------------------------------------------------------------------------- | -------------------------------------------------------------------------- | -------------------------------------------------------------------------- | -------------------------------------------------------------------------- | -------------------------------------------------------------------------- | -------------------------------------------------------------------------- | -------------------------------------------------------------------------- | -------------------------------------------------------------------------- |
| Temp. máx. abs. (°C)                                                       | 18.4                                                                       | 21.7                                                                       | 24.6                                                                       | 28.0                                                                       | 29.6                                                                       | 30.0                                                                       | 26.1                                                                       | 26.6                                                                       | 24.6                                                                       | 24.8                                                                       | 21.4                                                                       | 21.8                                                                       | 30.0                                                                       |
| Temp. máx. media (°C)                                                      | 10.9                                                                       | 11.9                                                                       | 16.1                                                                       | 20.7                                                                       | 23.2                                                                       | 23.4                                                                       | 21.7                                                                       | 21.0                                                                       | 20.5                                                                       | 18.8                                                                       | 15.3                                                                       | 12.8                                                                       | 18.0                                                                       |
| Temp. mín. media (°C)                                                      | 1.7                                                                        | 3.3                                                                        | 7.3                                                                        | 11.8                                                                       | 14.3                                                                       | 16.2                                                                       | 16.3                                                                       | 16.0                                                                       | 13.7                                                                       | 9.7                                                                        | 5.8                                                                        | 2.9                                                                        | 9.9                                                                        |
| Temp. mín. abs. (°C)                                                       | -5.6                                                                       | -4.3                                                                       | -3.0                                                                       | 0.0                                                                        | 5.0                                                                        | 10.0                                                                       | 10.4                                                                       | 9.6                                                                        | -1.1                                                                       | 4.4                                                                        | 0.5                                                                        | -4.4                                                                       | -5.6                                                                       |
| Lluvias (mm)                                                               | 82.4                                                                       | 66.1                                                                       | 57.1                                                                       | 33.8                                                                       | 72.4                                                                       | 339.1                                                                      | 685.4                                                                      | 556.4                                                                      | 346.3                                                                      | 54.7                                                                       | 7.7                                                                        | 23.9                                                                       | 2305.3                                                                     |
| Días de lluvias (≥ 1 mm)                                                   | 3.5                                                                        | 3.9                                                                        | 3.5                                                                        | 2.8                                                                        | 4.7                                                                        | 12.8                                                                       | 20.4                                                                       | 19.8                                                                       | 11.1                                                                       | 2.8                                                                        | 0.5                                                                        | 1.4                                                                        | 87.2                                                                       |
| Humedad relativa (%)                                                       | 65                                                                         | 60                                                                         | 53                                                                         | 49                                                                         | 48                                                                         | 66                                                                         | 82                                                                         | 84                                                                         | 79                                                                         | 65                                                                         | 62                                                                         | 59                                                                         | 64                                                                         |
| Fuente: India Meteorological Department                                    |                                                                            |                                                                            |                                                                            |                                                                            |                                                                            |                                                                            |                                                                            |                                                                            |                                                                            |                                                                            |                                                                            |                                                                            |                                                                            |